# José Antonio Campuzano
José Antonio Rodríguez Pérez (Écija, provincia de Sevilla, 30 de enero de 1954) es un torero retirado. Conocido artísticamente como José Antonio Campuzano, fue un afamado torero. Su familia ha estado muy ligada a la tauromaquia, ya que es hermano de los también matadores de toros Manuel y Tomás Campuzano, del novillero Javier y del picador Enrique Campuzano.
Una vez retirado del toreo activo, se dedica a enseñar el arte del toreo dirigiendo la escuela taurina de La Recua, en la que se han formado a profesionales de la talla de Rafael Ronquillo, Antonio Fernández Pineda, Sebastián Castella o Antonio Barea.

## Debut y alternativa
Se vistió por vez primera de luces en Ronda (Málaga) el 15 de julio de 1971. Debutó con picadores en Gerena (Sevilla) el 30 de septiembre de 1971 con novillos de Antonio Ordóñez compartiendo cartel con José Bonilla, José Ramón Casero.
De las dos temporadas que actúa como novillero la más destacable es la del 72 en la que obtuvo triunfos en las ferias de Valencia con tres actuaciones, Sevilla con 8 novilladas y salida 4 veces a hombros y 1 por la Puerta del Príncipe y las Ventas de Madrid. Llegando a torear durante estos dos años 22 novilladas.
Toma la alternativa el 29 de abril de 1973 en la Real Maestranza de Sevilla de manos de Luis Miguel Dominguín y con Paquirri de testigo. El toro de la ceremonia era de Carlos Núñez cortando una oreja. Dos meses después obtiene la confirmación en Las Ventas el 27 de junio, en la corrida de Beneficencia, apadrinado nuevamente por Luís Miguel Dominguín y de testigo Santiago Martín «El Viti». Cortó una oreja al toro de la ceremonia que pertenecía a la ganadería de Manuel Arraz.

### Carrera
Durante la década de 1970 ya como torero, participó en las grandes ferias de España cosechando grandes actuaciones como en el 76 en la Real Maestranza de Sevilla donde corta dos orejas y saldría por la Puerta Grande durante la Feria de San Miguel, repitiéndose la hazaña un año más tarde, también durante el 76 participaría en su primera corrida de toros con la legendaria ganadería de Miura durante las Ferias Colombinas de Huelva saliendo por la Puerta Grande.
En los 80 actúa en el continente americano, también lo haría en Francia. La temporada de 1982 se convertiría en una de las más importante de este torero cortando tres orejas a la corrida de toros de Guardiola, el 3 de mayo, saliendo por la Puerta del Príncipe y proclamándose triunfador de la Feria de Abril, torea 53 corridas de toros en las principales ferias de toda España y América. En el 83 sale por la puerta Grande de las Ventas madrileña y en Pamplona torea la corrida de Miura cortando tres orejas y se proclama triunfador de la feria de San Fermín.
El año 1984 es la temporada más fructífera del torero con un total de 76 actuaciones, ese año sufre gravísima cornada en Calahorra en septiembre, por lo que la temporada se ve truncada por este hecho, teniendo que suspender la actuación en Las Ventas de Madrid como único espada ante seis toros de la ganadería de Victorino. Reaparece ese mismo año en septiembre en la feria de Logroño, siendo un éxito proclamándose triunfador de la feria de San Mateo. En el 85 vuelve a sufrir una gravísima cornada en las Ventas con un toro de Victorino Martín
La temporada de 1987 es la más rotunda en cuanto a éxito, saliendo por las Puertas Grandes de casi todas las ferias dónde torea. Obtiene cinco orejas en Sevilla, saliendo dos veces por la Puerta Grande y es triunfador de la feria de San Isidro de Madrid, cortando dos orejas a un toro de Victorino Martín, repitiéndola misma hazaña, dos días más tarde en Nimes, Francia con toros de la misma ganadería y saliendo por la puerta de los Cónsules. En 1988 sale a hombros por la puerta grande de la Monumental de Barcelona.
Ya en la década de los 90 seguirá con corridas en América, España y Francia. En 1990 actúa en dos corridas de toros de las ganaderías Miura, por la mañana la una y la otra por la tarde, con toros de Pablo Romero, hecho insólito en la historia de la Real Maestranza.

### Retirada
En 1996 Anuncia su retirada de los ruedos, en el 2000 actúa de nuevo en Sevilla y Madrid y otras ferias, en su temporada americana, y en la plaza de toros de Maracay será la última vez que el torero se vista de luces.
Desde 1998, José Antonio Campuzano se dedica plenamente al apoderamiento, mentor de Sebastián Castella, permanecería al lado del torero francés durante diez años.